# Donalee L. Tabern
Donalee L. Tabern (* 27. Januar 1900 in Bowling Green, Ohio; † 31. Dezember 1974) war ein US-amerikanischer Chemiker. 1936 entwickelte er bei Abbott Laboratories mit Ernest H. Volwiler das schnell wirkende Anästhetikum Pentothal.

## Leben
Tabern wurde 1924 an der University of Michigan in Chemie promoviert.
Danach lehrte er zwei Jahre an der Cornell University, bevor er 1926 zu Abbott Laboratories kam.
Nach der Entwicklung von Pentothal konzentrierte er sich auf die Entwicklung von Radiopharmaka bei Abbott, die diese 1948 erstmals auf den Markt brachten und dabei eine Pionierrolle spielten.
1986 wurde er mit Volwiler in die National Inventors Hall of Fame aufgenommen.